# Бабил
Бабил е една от 18-те административни области в Ирак, покриваща площ от 6468 км2. Населението ѝ през 2014 г. е 2 000 000 души. Административният ѝ център е град Ал Хила.
Руините на древния град Вавилон се намират в областта. Там е едно от предполагаемите местоположения на библейската Вавилонска кула, построена от цар Нимрод.
По оценка за юли 2018 г. населението е 2 065 042 жители.
Удай Хюсеин, покойният син на диктатора Саддам Хюсеин, използвал думата „Babil“ като парола в своите акаунти за e-mail.